# Joseph Joffo
Pour les articles homonymes, voir Joffo.
Joseph Joffo, né le 2 avril 1931 à Paris 18e (quartier de Clignancourt) et mort le 6 décembre 2018, à Saint-Laurent-du-Var, est un coiffeur, écrivain, scénariste et acteur français. Il est principalement connu pour avoir raconté son enfance juive durant l'occupation allemande dans son roman Un sac de billes, paru en 1973, lorsqu’il était âgé de 42 ans, texte qui marque le début de sa carrière littéraire.

## Biographie

### Jeunesse
Fils de Roman Joffo, coiffeur né le 15 mai 1890 à Biechewkovici (Russie) et mort en déportation au camp d'Auschwitz, et de la violoniste Anna Markoff, Joseph Joffo passe son enfance dans le 18e arrondissement de Paris. Il est scolarisé avec son frère Maurice à l'école élémentaire de la rue Ferdinand-Flocon, enfance qu'il décrit dans son roman Agates et Calots paru en  1995. Quand surviennent la guerre et l'occupation allemande, la famille Joffo est persécutée en tant que juive. La fuite des deux frères Joseph et Maurice Joffo vers la zone libre est racontée dans le roman Un sac de billes où il relate notamment ses séjours à Nice et Rumilly. Il traverse la ligne de démarcation à Hagetmau (Landes) aidé par un jeune du village. À la fin de la guerre, Joseph Joffo retrouve à Paris sa mère et ses trois frères. Son père est déporté à Auschwitz par le convoi n° 62 du 20 novembre 1943. Sa vie dans l'après-guerre et sa découverte des valeurs américaines sont racontées dans le roman Baby-foot paru en 1977. Le garçon arrête ses études à l'âge de 14 ans avec le certificat d'études en poche et reprend avec ses frères le salon de coiffure de sa famille.

### Coiffure
L'entreprise familiale de la rue de Clignancourt se développe avec l'achat en 1952 avec ses frères du salon de la place Victor Hugo dans le 16e arrondissement de Paris qui sera son salon principal. Ce sont 12 salons et 450 employés à Paris qui sont gérés par la famille dans les meilleures années. D'après ses déclarations dans la presse, de nombreuses personnalités fréquentent son salon : Pierre-Christian Taittinger, François Mitterrand, Jacques Chirac et sa femme Bernadette, Alain Delon et Jean-Paul Belmondo.

### Succès d'Un sac de billes
Joseph Joffo se met à l'écriture en 1973 en racontant ses souvenirs d'enfance dans son premier roman, Un sac de billes. Le roman est d'abord refusé par quatre éditeurs avant d'être accepté par les Éditions Jean-Claude Lattès. Le manuscrit est toutefois remanié avant sa parution par Claude Klotz (l'écrivain Patrick Cauvin), dont le nom n'apparaît pas sur la couverture, bien qu'il soit remercié en début d'ouvrage. Dans un article du Monde, Klotz raconte que Joseph Joffo « écrivait tout lui-même sur de grands cahiers à spirale à petits carreaux sans laisser aucune marge, 150 pages bien serrées, bourrées de fautes », avant de les donner à remanier. Joffo a décrit sa relation de travail avec Claude Klotz dans les termes suivants : « J'ai retravaillé le texte d'Un sac de billes avec Claude Klotz, alias Patrick Cauvin. J'avais tout raconté au passé. Il m'a appris le présent historique ».
L'auteur admet lui-même ses lacunes littéraires à ses débuts comme il l'explique dans une tribune au Figaro : « J'avais un style ampoulé, dans le style des actualités Paramount. Je manquais de recul ». Klotz a servi de prête-plume pour (au moins) les deux livres suivants de Joffo, Anna et son orchestre et Baby-foot. D'autres sont chargés de réécrire ses œuvres ultérieures, parmi lesquels Jean-Paul Brighelli, mais les détails sur la pratique de l'auteur après les années 1970 sont rares.
Un sac de billes est couronné par l'Académie française en 1974. L'année suivante, Joseph Joffo est fait citoyen d'honneur de la ville de Rumilly, en mémoire de son passage dans cette ville de Haute-Savoie pendant la guerre. Le roman connaît un grand succès et fait l'objet d'adaptations régulières (cinéma, théâtre amateur, bandes dessinées, enregistrements audio) et de multiples rééditions au format papier ou numérique. Il existe des traductions dans une vingtaine de langues dont une édition chinoise parue en 2012. À ce jour, le livre s'est vendu à plus de vingt millions d'exemplaires, toutes éditions confondues. Le roman, en outre, est fréquemment intégré au programme scolaire de certains élèves européens qui étudient l'histoire de la Shoah.

### Autres romans

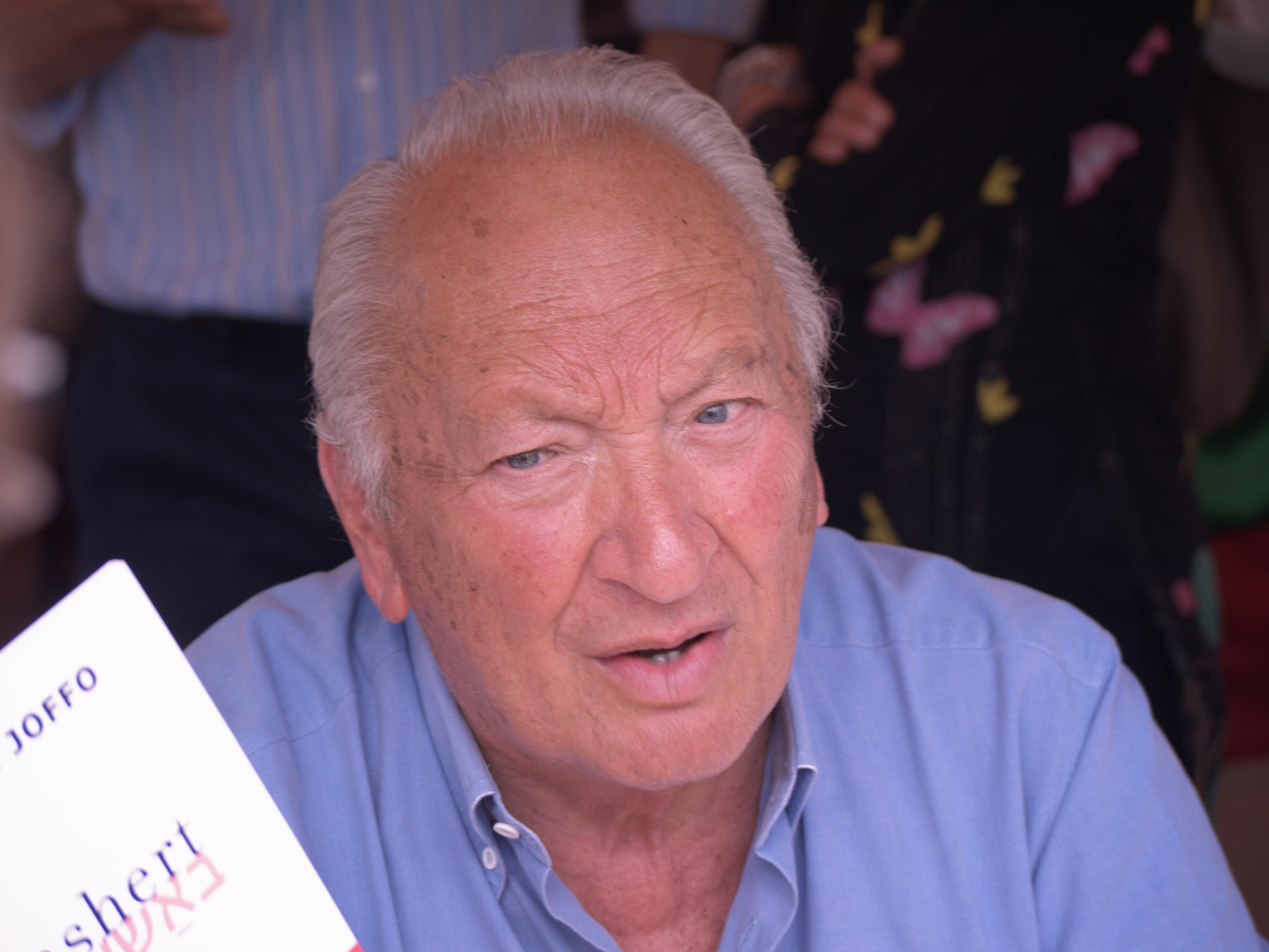
Joseph Joffo dédicace Bashert à la Comédie du livre de Montpellier, 2010.

D'autres romans témoignages suivent comme Anna et son orchestre (1975) (pour lequel il reçoit le Prix RTL grand public), où il relate la jeunesse de sa mère et son voyage de la Russie tsariste à Paris, Baby-foot (1977), ainsi que La Jeune fille au pair (1984) qui retrace l'arrivée d'une jeune fille au pair allemande juste après la guerre dans une famille juive.

### Affaire Maurice Joffo
En 1985, son frère Maurice est arrêté : c'est l'un des plus grands receleurs de bijoux volés de Paris. L'instruction est confiée à Jean-Louis Debré. Pour disculper son frère, Joseph Joffo déclare : « C'est la faute à notre enfance juive et traquée durant l'Occupation. Mon frère avait besoin d'entasser, de garder. Cela le sécurisait, probablement ». Maurice Joffo est condamné à 5 ans de prison et à 7 millions de francs de dommages et intérêts. Maurice Joffo est l'auteur d'un livre autobiographique intitulé Pour quelques billes de plus ?, paru chez Jacques Grancher en 1990.

### Dernières années

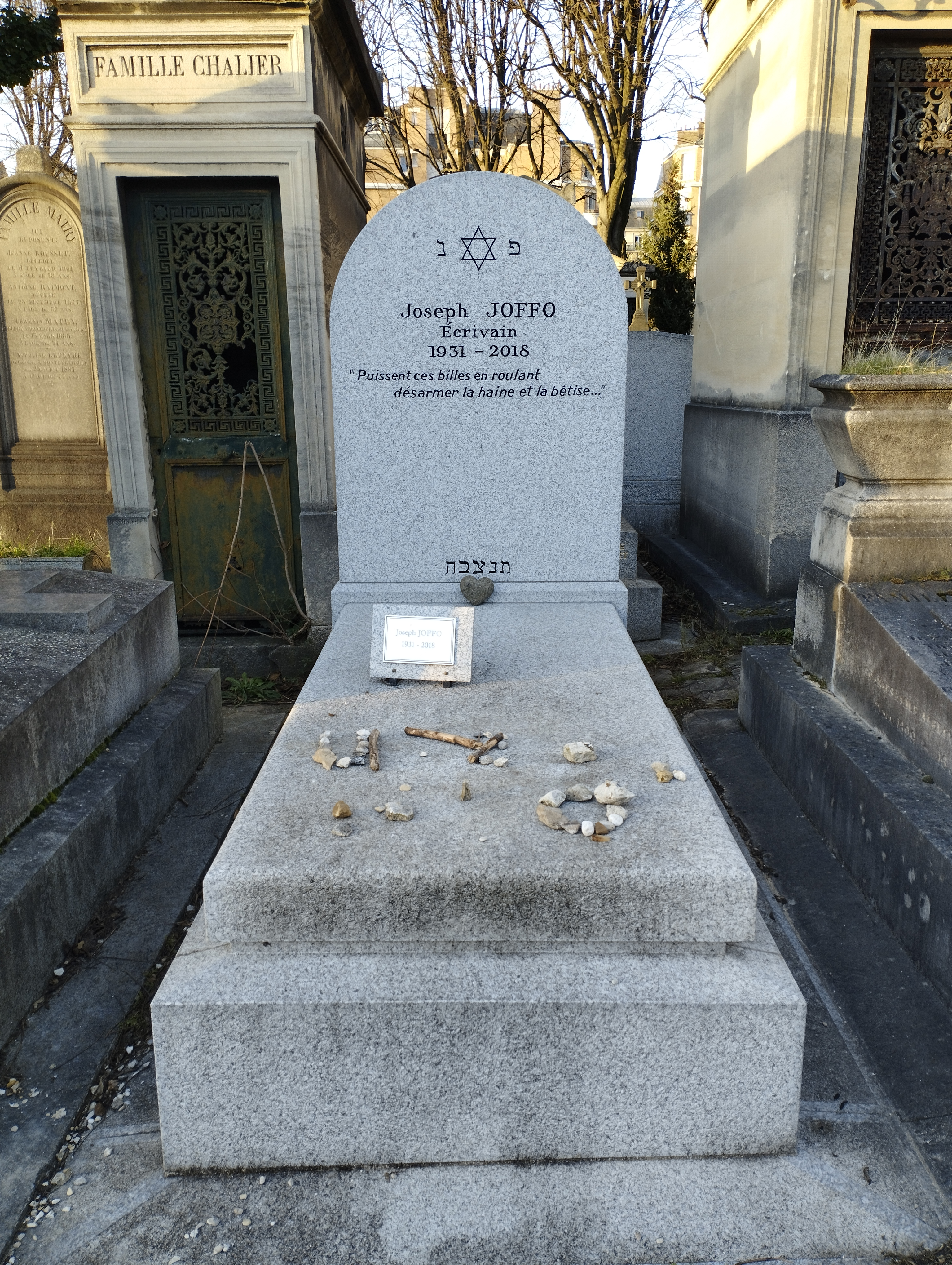
Tombe de Joseph Joffo au cimetière du Père-Lachaise (division 62).

En 2015, il reçoit la Plume d'or 2016 de la Société des auteurs savoyards. Dans son dernier film en tant qu'acteur, Joseph Joffo interprète le rôle de Kolb, dans L'Origine de la violence d'Élie Chouraqui, diffusé en mai 2016. Les dernières années de sa vie, Joseph Joffo partage son temps entre Épeigné-sur-Dême en Indre-et-Loire, Paris et Cannes.
Il meurt à l'âge de 87 ans le 6 décembre 2018 à Saint-Laurent-du-Var, et est inhumé au cimetière du Père-Lachaise (division 62).

## Publications
Les dates de parution sont celles des premières éditions en français.

### Contes pour enfants
- 1975 : Le Fruit aux mille saveurs (Les contes de la bête à bon Dieu), Éditions Garnier
- 1976 : La Carpe, Éditions Garnier
- 1980 : Le Rouge-gorge, Éditions Garnier
- 2007 : Incertain sourire, Éditions du Rocher
- 2009 : Bashert, Elytel Éditions (vendu avec un CD audio comprenant le texte intégral lu par l'auteur)

### Romans
- 1973 : Un sac de billes, Éditions Jean-Claude LattèsNombreuses rééditions, y compris chez Le Livre de Poche. Il existe une édition de luxe parue en 1975 (Manoir du Mad), limitée à 270 exemplaires et illustrée par Lucien Ph. Moretti.
- 1975 : Anna et son orchestre, Éditions Jean-Claude LattèsInspiré de l'histoire de sa mère née en 1890.
- 1977 : Baby-foot, Éditions Jean-Claude LattèsSuite de son premier livre Un sac de billes racontant son adolescence dans l'après-guerre.
- 1977 : La Vieille Dame de Djerba, Éditions Jean-Claude Lattès
- 1979 : Tendre été, Éditions Jean-Claude Lattès
- 1981 : Simon et l'enfant, Éditions Jean-Claude Lattès
- 1983 : Le Cavalier de la terre promise, Éditions RamsayRéédité sous le titre de Andreï ou le hussard de l’espérance, Éditions Ramsay, 1999.
- 1984 : La jeune Fille au pair, Éditions Jean-Claude Lattès
- 1988 : Abraham Lévy, curé de campagne, Éditions Michel Lafon
- 1993 : Un curé pas comme les autres, Éditions Jean-Claude Lattès
- 1995 : Je reviendrai à Göttingen, Éditions Jean-Claude Lattès
- 1995 : Agates et Calots, Éditions RamsayNarrant sa vie d'enfant avant la guerre.
- 1995 : Un enfant trop curieux, Éditions Ramsay
- 2001 : Les Aventuriers des nouveaux mondes, Éditions du RocherSuite de Le Cavalier de la terre promise.
- 2002 : La Guerre à l'italienne, Éditions du RocherSuite de Les Aventuriers des nouveaux mondes.
- 2005 : Le Partage, Éditions du Rocher

### Autres
- 1991 : Collectif : Joseph Joffo, Suzanne Prou et Mary Webb, Au bonheur des dames, étude sur le livre d'Émile Zola, 1. étude du roman ; 2. le commerce dans la 2e partie du XIXe siècle, Éditions Hatier

### Présentations et préfaces
- 1980 : La solitude des massacres (présentation), d'Injarabian Papken, Éditions Garnier
- 1980 : Les Enfarges par-dessus les toits (présentation), de Marthe Gorla, Éditions Garnier
- 2008 : Le peigne en écaille (préface), de Jean-Pierre Angel, Éditions de l'Archipel
- 2009 : La Route des gitans (préface), de Miguel Haler, Ginkgo Éditions
- 2013 : 44... Gobelins. La concierge est dans l'escalier  (préface), de Chantal Figueira-Lévy, Les 2 Encres Éditions
- 2015 : L'homme gris (préface), de Fabrice David, Black-Out Éditions
- 2015 : Un après-midi (préface), de Robert Inard d'Argence, 7 Écrit Éditions

### Scénarios
- 1975 : Un sac de billes, de Jacques Doillon
- 1981 : Mon amie Socia, de Daniel Martineau (court métrage), France 3
- 2016 : Un sac de billes (participation), de Christian Duguay

## Filmographie
- 2009 : Le portrait, de Sébastien Maggiani et Olivier Vidal (court métrage)
- 2011 : Sonate pour Ismaël, de Sébastien Maggiani et Olivier Vidal (court métrage)
- 2016 : L'Origine de la violence, d'Élie Chouraqui, rôle de Kolb

## Distinctions

### Prix
- 1974 : prix Broquette-Gonin (littérature) de l'Académie française  pour Un sac de billes
- 1975 : prix RTL grand public pour Anna et son orchestre
- 2015 : Plume d'or 2016 de la Société des auteurs savoyards (SAS).

### Hommage
- 1975 : Citoyen d'honneur de la ville de Rumilly (Haute-Savoie).

### Sources
- Notice biographique in Who's Who in France, Éditions Lafitte-Hébrard, 2017.
- Acte de naissance n° 375 de Joseph Joffo à la mairie du 18e arrondissement de Paris.

### Études
- 2011 : Hadrien Seret, Un sac de billes, de Joseph Joffo : résumé complet et analyse détaillée de l'œuvre, Le Petit Littéraire Éditions
- 2014 : Alexandre Oudent, Un sac de billes, de Joseph Joffo : analyse complète de l'œuvre, Fiches de lecture.com Éditions
- 2015 : Pierre Weber, Un sac de billes, de Joseph Joffo : questionnaire de lecture, Le Petit Littéraire Éditions.

### Adaptations en bande dessinée
- 2011 : Vincent Bailly et Kris, Un sac de billes, adaptée du roman de Joseph Joffo, 1re partie, Éditions Futuropolis, 62 pages
- 2012 : Vincent Bailly et Kris, Un sac de billes, adaptée du roman de Joseph Joffo, 2e partie, Éditions Futuropolis, 64 pages
- 2014 : Vincent Bailly et Kris, Baby-Foot, adaptée du roman de Joseph Joffo, 3e partie, Éditions Futuropolis, 64 pages.

### Adaptations au cinéma
- 1975 : Un sac de billes, film dramatique de Jacques Doillon, adapté du roman de Joseph Joffo. Édition en DVD par MK2 Éditions en 2004
- 2017 : Un sac de billes, film de Christian Duguay.